# Bulbophyllum pachyacris
Bulbophyllum pachyacris är en orkidéart som beskrevs av Johannes Jacobus Smith. Bulbophyllum pachyacris ingår i släktet Bulbophyllum och familjen orkidéer. Inga underarter finns listade i Catalogue of Life.